# Arte buddista

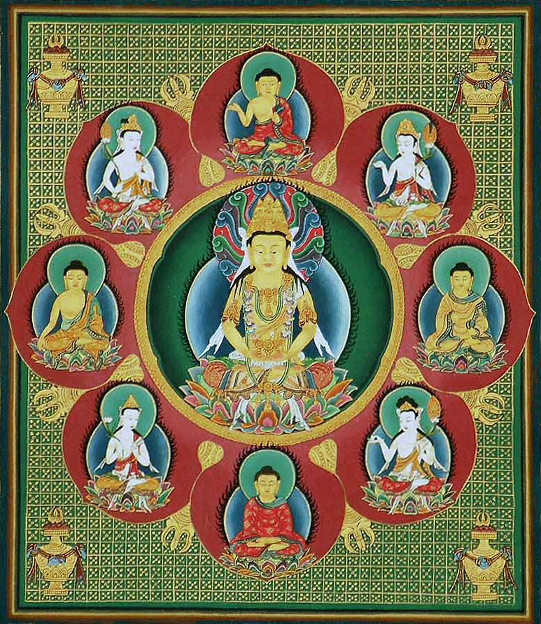
Un garbhadhātu-maṇḍala giapponese. Il garbhadhātu-maṇḍala (胎藏界曼荼羅) rappresenta l'insieme dei fenomeni mentali e delle forme dell'universo. Al centro del maṇḍala è posto Mahāvairocana Buddha (大日如來), che rappresenta la "Natura di Buddha" in ogni essere, ed è circondato da quattro buddha (colorati in oro) e quattro bodhisattva (colorati in bianco). Partendo dall'alto e in senso orario: Ratnaketu (宝幢), Samantabhadra (普賢菩薩) Saṃkusumitarāja (開敷華王), Mañjuśrī (文殊菩薩), Amitābha (阿彌陀), Avalokiteśvara (觀自在菩薩), Divyadundubhimeganirghoṣa (天鼓雷音), e Maitreya (彌勒菩薩).

L'arte buddista – con riferimento soprattutto all'architettura, l'incisione e la pittura in rapporto al Buddha, al Dharma ("insegnamento") e al Buddismo in generale – ha sviluppato dagli albori circa 2.500 anni fa un complesso e molteplice sistema dell'iconografia e del simbolismo. Ha avuto origine nel Subcontinente indiano nei secoli immediatamente successivi alla morte del personaggio storico Buddha Shakyamuni (ca. 563 fino al 483 a.C.).

## Storia
Nella sua fase più antica l'arte buddista era aniconica, non conosceva quindi nessuna rappresentazione del Buddha in forma umana. Un primo periodo di fioritura è avvenuto sotto la reggenza del re Ashoka (ca. 268 – 232 a.C.), che ha contribuito decisamente alla diffusione del Buddismo sul subcontinente e da qui in poi fin nell'Asia centrale, come anche, secondo la tradizione, nel Sud-est asiatico. Le prime raffigurazioni, soprattutto sculture, del Buddha sono sorte a partire circa dal I secolo nelle regioni del Gandhara e del Mathura nell'India settentrionale. Con la diffusione del Buddismo nei paesi dell'Asia centrale e orientale si è giunti infine anche ad influssi molteplici e mutevoli con molte altre culture asiatiche e una complessa e indifferenziata iconografia.

## Periodo aniconico (V secolo a.C. fino al I secolo)

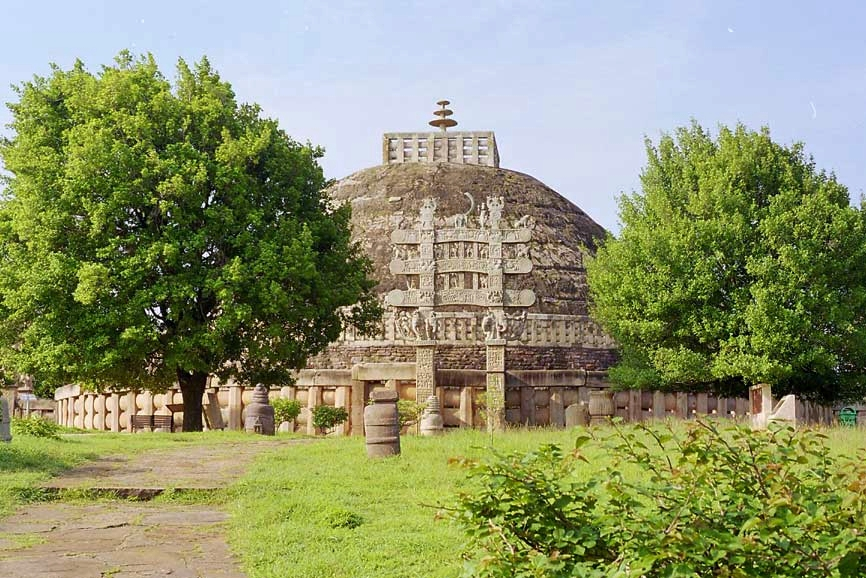
"Grande Stupa" (Sanchi, India, III secolo a.C.)

Le origini dell'arte buddista oggi non sono più inequivocabilmente facili da ricostruire. Le opere d'arte più antiche conosciute attribuite al mondo religioso buddista derivano dal campo dell'architettura. In questo caso si tratta di stupa, quindi originalmente opere architettoniche a forma di tumulo, che in origine vennero costruite come luoghi di conservazione per le reliquie del Buddha. In questi stupa si trovano, in forma di bassorilievi, anche le primissime rappresentazioni artistiche. Le più arcaiche tra queste non mostrano tuttavia alcun contenuto inequivocabilmente buddista, ma scene che potrebbero avere risalire anche ad un periodo prebuddista; come ad esempio una donna che è evidentemente in lutto, nuda e con capigliatura aperta o Yaksha, già spiriti naturali benevoli di tradizione indiana. I rilievi inequivocabilmente più antichi attribuibili al Buddismo risalgono al II secolo a.C.
Sebbene l'arte del subcontinente indiano già in quell'epoca potesse vantare una lunga tradizione anche di raffigurazioni figurative, inizialmente il Buddha Śākyamuni non veniva mostrato in figura umana. Al contrario egli stesso e i contenuti del suo insegnamento vennero rappresentati con diversi simboli, dei quali perlopiù ancora oggi sono parti essenziali dell'arte buddista: 
- Il fiore di loto, per la sua proprietà di non farsi intaccare sulla sua superficie né da sporcizia né da acqua, il simbolo della purezza e della natura immacolata di Buddha. In forma chiusa o in fase di apertura anche come simbolo della nascita di Siddhartha Gautama.
- L'albero di Bodhi (fico sacro, lat. Ficus religiosa), quell'albero, sotto il quale il Buddha ha vissuto il Bodhi ("Illuminazione" o "Risveglio"). Il simbolo dell'albero ha in parte origine anche nei culti pre-buddisti della fertilità e nell'"Albero della vita". A volte viene anche raffigurato un trono vuoto sotto all'albero, che, come l'albero stesso, dovrebbe ricordare il risveglio del Buddha.
- Il Dharmachakra venne rappresentato anche nei rilievi, come anche sulle cime di colonne libere, che il re Ashoka fece erigere in tutto il suo regno (vedi anche: Editti di Ashoka).
- Il leone, simbolo della signoria e dell'origine regale del Buddha storico Śākyamuni ("il saggio dalla casa di Shakya"). Al tempo del re Ashoka il Buddha era noto anche come "il leone di Shakya". Come il Dharmachakra anche il leone era un simbolo del Buddismo, che fece costruire sulle colonne erette in parecchi luoghi sotto la reggenza di Ashoka. Lo stemma dell'India moderna mostra quelle colonne leonine che un tempo si ergevano a Sarnath.
- L'impronta del piede (sanscrito: buddhapada), un simbolo dell'"effusione" del Dharma del Buddha nel mondo, spesso corredato con una serie di ulteriori simboli (p.e. il Dharmachakra).
- Lo stupa, simbolo del cosmo e in particolare del Nirvāṇa.

Durante il II e gli inizi del I secolo a.C. acquistarono sempre più importanza sculture, rilievi e pitture, che mostravano vari episodi della vita del Buddha e venivano spesso collocate sugli stupa come fregi, tavolette votive e ad illustrazione del Dharma per coloro che non sapevano leggere. Certamente anche i ritratti di uomini erano parti integranti delle opere, ma il Buddha stesso era rappresentato per mezzo di uno dei simboli sopra citati. La ragione di questo poteva trovarsi in un'affermazione che egli aveva fatto in un discorso didattico (tramandato nel Dighanikaya), secondo la quale aveva rifiutato di essere ritratto dopo la sua morte, il suo ingresso nel parinirvāṇa e il decadere del suo corpo. Inoltre, tra gli storici delle religioni vi è l'opinione che ai monaci o ai pittori non sembrasse possibile raffigurare il Buddha - che aveva lasciato dietro di sé tutte le cose terrene, umane, materiali come mentali - mediante immagini.

## Periodo iconico (I secolo fino ad oggi)

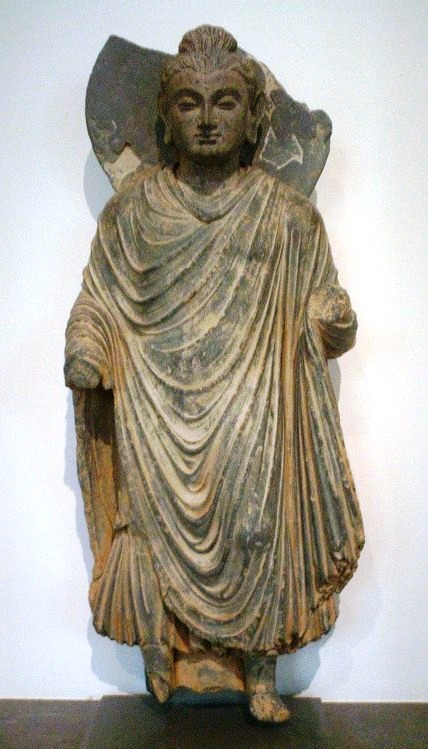
Gandhara, I sec.

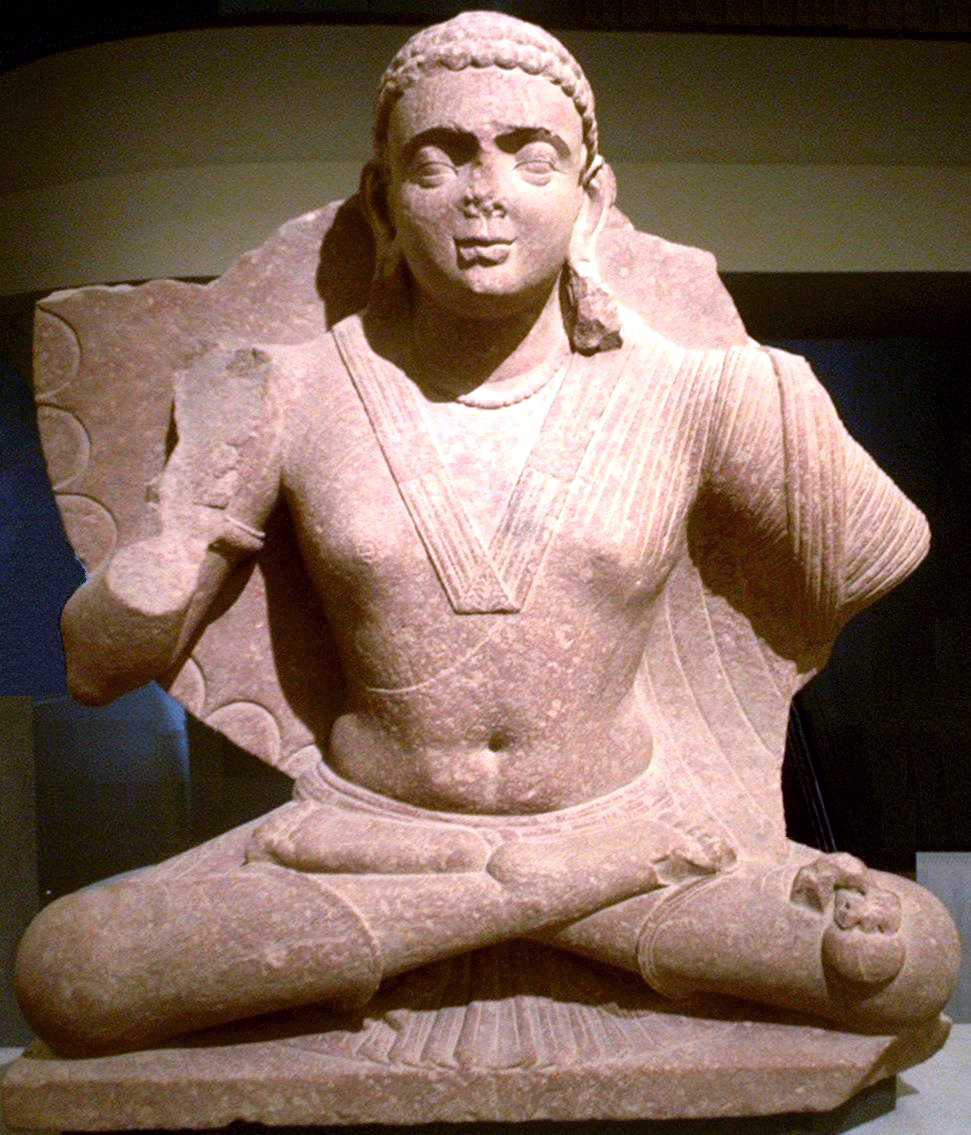
Mathura, II sec.

Nell'India meridionale la tradizione che rappresenta il Buddha raffigurato mediante simboli si conservò ancora fino al II secolo (vedi la Scuola di Amaravati). Ma già nel I secolo in due regioni settentrionali nacquero le prime rappresentazioni figurative del fondatore della religione. Alcuni ricercatori ipotizzano che tali riproduzioni potrebbero essersi avute anche prima, ma essendo però intagliate in materiali effimeri come il legno o dipinte su tessuti o fogli di carta, che servivano anche come materiale per scrivere, non sono perciò più documentabili. Finora tuttavia non si è potuta trovare alcuna prova archeologica per questa congettura.

### Gandhara e Mathura
Nelle regioni di Gandhara (oggi: Afghanistan orientale, Pakistan nord-occidentale, occasionalmente fino nel Punjab) e Mathura (a sud dell'attuale Delhi) nacquero all'incirca contemporaneamente e si influenzarono a vicenda le prime rappresentazioni artistico-religiose del Buddha. Fino ad oggi non è stato possibile chiarire in modo univoco da quale delle due culture derivi la più antica rappresentazione del Buddha in forma. Gli artisti di Mathura erano in ogni caso radicati stilisticamente soprattutto nella tradizione induistico-indiana. Nello stile di Gandhara sono d'altro canto chiaramente riconoscibili gli stretti contatti, allora esistenti già da parecchi secoli, con l'area culturale ellenistica. Durante la sua ultima campagna, Alessandro Magno (356 - 323 a.C.) nel 326 a.C. aveva conquistato anche Taxila (vicino a Peshawar, capitale del paese fin dai tempi di Dario I Achemenide, 549 - 486 a.C.). Gandhara divenne parte dell'impero mondiale di Alessandro e anche dopo la morte di quest'ultimo rimase nella sfera d'influenza dei regni ellenistici (vedi anche Battria). 

Così il mondo della fede buddista si mescolò nel paese con la tradizione artistica ed estetica dell'antica Grecia ed in seguito anche dell'arte romana provinciale. Nel I secolo a.C. sia Gundhara che Mathura furono infine conquistate dall'Impero Kushan ed entrambe rimasero per molti secoli sotto l'influenza di quest'ultimo (solo nel V secolo la dominazione cambiò di nuovo con la conquista da parte degli Unni bianchi). Particolare importanza assunse in questo periodo re Kanishka, che promosse il Buddismo in generale, come pure l'arte buddista in particolare.
La parziale combinazione e la reciproca influenza dell'arte di Mathura di impronta indiana e di quella di Gandhara di influenza ellenistica, produssero un linguaggio formale nuovo e fondamentale per tutti i successivi stili buddisti, il Buddismo greco.
Anche se non è certo da dove derivino le prime effigie antropomorfe del Buddha, le tracce di entrambe le tradizioni originarie si possono riconoscere soprattutto nelle sculture: da Gandhara derivano i capelli ondulati, la veste che copre entrambe le spalle, i sandali o anche le decorazioni con le note foglie di acanto dell'arte corinzia.
Da Mathura venivano invece le vesti più raffinate e più aderenti al corpo, che coprono solo la spalla sinistra, il loto come base sulla quale riposa il Buddha o la raffigurazione della ruota (Dharmachakra) nel palmo della sua mano.
In India l'arte buddista si sviluppò da questi inizi ancora per parecchi secoli. Particolare importanza assunse l'abilità degli scultori di Mathura, specialmente nell'impiego dell'arenaria rosa, durante il periodo Gupta (IV - VI secolo).
Qui fu trovata quella forma della rappresentazione che divenne infine caratteristica per quasi tutti i paesi buddisti dell'Asia e che nel VII - VIII secolo si era universalmente affermata: il corpo delicato e dalle proporzioni perfette, lunghi lobi delle orecchie perforati che ricordano la sua infanzia e la sua gioventù come principe, sulla cima una crocchia come segno della sua vita da asceta ed infine gli occhi semichiusi, che non ricambiano lo sguardo dell'osservatore, ma sono rivolti verso l'interno in atteggiamento meditativo. Le rappresentazioni del Buddha a partire da quel periodo sono caratterizzate da un realismo idealizzante.
In India il Buddismo, e quindi anche l'arte buddista, dal X secolo in poi fu a poco a poco soppiantato quasi interamente dall'Induismo che andava rafforzandosi e dall'Islam che penetrava dall'Occidente.
Con l'ulteriore diffusione del Buddismo nacquero - parallelamente allo sviluppo delle grandi correnti principali Theravada, Mahayana e Vajrayana - anche parecchie tradizioni artistiche, che mostravano tanto grandi comunanze, quanto spesso assorbivano anche tipologie specifiche. Tradizionalmente vengono ricondotte a due filoni principali - rispettivamente al Buddismo meridionale (Theravada) e a quello settentrionale (Mahayana). Mentre nel Buddismo settentrionale le proporzioni e gli atteggiamenti dell'Illuminato erano ancora più fortemente idealizzati e servivano come simbolo della sua "sovrumanità", conferendogli in pratica tratti divini, le rappresentazioni del Buddismo meridionale rimanevano maggiormente orientate verso una forma umana.

### Buddismo settentrionale
Il Buddismo settentrionale trovò nella forma del Mahayana, proveniente da Gandhara, la sua strada prima verso l'Asia centrale e la Cina attraverso la Via della seta, poi ancora più ad ovest verso la Corea ed il Giappone nonché, attraverso la Cina, verso il Vietnam. Una forma peculiare, con una variegata e speciale iconografia, nacque in Tibet con il Vajrayana. Il Buddismo settentrionale, come il Mahayana in generale, è in parte contraddistinto da un Pantheon molto complesso di diversi Buddha e Bodhisattva.

#### Asia centrale
Il Gandhara buddista sopravvisse fino al VII secolo, ossia fino all'islamizzazione di ulteriori parti dell'Asia centrale. Oltre all'arte degli scultori, che influenzò profondamente lo stile, appartennero a questa prima cultura buddista anche le statue dei Buddha di Bamiyan.
L'Asia centrale era sempre stata per la sua posizione una regione di incontro tra le antiche civiltà della Cina ad ovest, dell'India a sud e della Persia, in seguito anche dell'impero di Alessandro Magno, dei Seleucidi ed infine dei Romani ad est. Già nel II secolo a.C. i Cinesi Han durante la loro espansione verso ovest
vennero a contatto con culture ellenistiche. Si svilupparono relazioni commerciali ed infine diverse vie commerciali, oggi conosciute sotto il nome collettivo di "Via della seta". Lungo queste rotte anche il Buddismo trovò ulteriore diffusione e nelle oasi lungo la Via della Seta sorsero stupa, monasteri ed infine una serie di piccoli regni buddisti. Un'abbondanza particolarmente grande di edifici e opere d'arte buddiste di questo periodo si possono trovare nelle parti orientali dell'Asia centrale, nel nord-ovest dell'attuale Cina (Turkestan, Bacino del Tarim, Xinjiang), tra cui dipinti murali e rilievi in una serie di monasteri rupestri, dipinti su tessuti di lino, sculture ed oggetti rituali, i più antichi dei quali mostrano chiaramente l'influenza dell'arte di Gandhara. Nelle oasi furono rinvenute anche registrazioni scritte nella scrittura di Gandhara (scrittura Kharoshthi). Con l'aumento dell'attività commerciale crebbe molto rapidamente l'influenza della Cina e mutarono anche la cultura e l'arte degli uomini lungo le rotte.

#### Cina

Leshan, Cina, VIII sec.

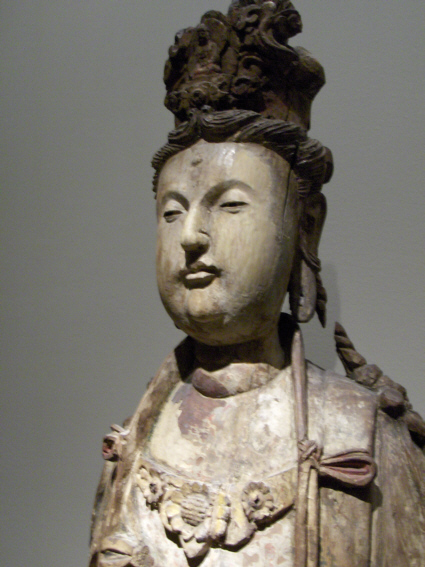
Song, Cina, XIII sec.

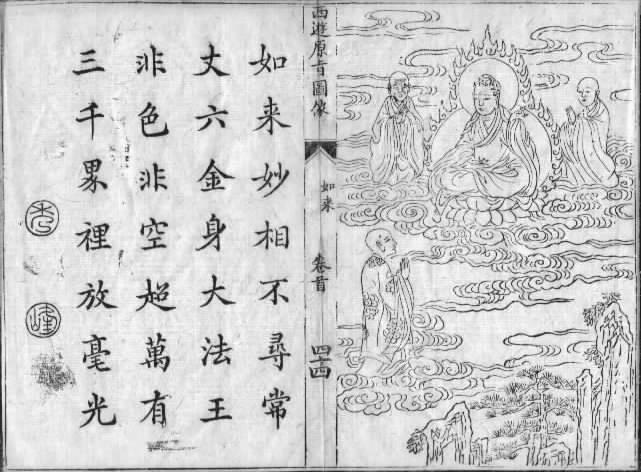
Ming, Cina, XVI sec.

Narrano le leggende che i primi monaci buddisti erano giunti in Cina al tempo del re Ashoka nel III secolo a.C. Certa è una diffusione a partire dal I secolo. A partire dal IV secolo si sviluppò un'arte buddista autonoma e molteplice, specialmente nel campo della scultura e della pittura, in seguito anche sotto forma di dipinti su rotoli (cfr. i thangka). Furono rappresentati sia lo storico Buddha Shakyamuni, sia anche l'Amitabha, l'Adi-Buddha Vairocana e parecchi Bodhisattva (tra gli altri Avalokiteshvara).
|  |
|  |

##### Dinastie settentrionali
I regni mongolo-turco-tibetani dominati dalle dinastie settentrionali (Wei settentrionali, Wei orientali, Wei occidentali, Qi settentrionali, Zhou settentrionali) erano geograficamente assai distanti dalle origini indiane del Buddismo. Nel V e nel VI secolo vi si sviluppò uno stile che presentava forme di rappresentazione in parte astratte e schematiche. All'inizio (dinastie Wei) le rappresentazioni mostravano tratti distintivi che corrispondevano alle immagini degli dei tradizionali in queste regioni: fronte ampia, dorso del naso appuntito e bocca piccola sorridente. L'aureola che circonda la testa finisce a punta verso l'alto e ricorda la forma di una foglia. Spesso, secondo il modello indiano (vedi anche Ajanta), santuari e sacrari venivano fondati nelle grotte. I ritratti di conseguenza erano ricavati principalmente dalla roccia sotto forma di bassorilievi, raramente anche di altorilievi. Alle più note testimonianze di questo stile appartengono le sculture nelle grotte di Longmen (a partire dal V secolo, Wei settentrionali, Tang; vicino a Luoyang, provincia di Henan). Fino al VI secolo fu prodotta anche una pluralità di sculture di argilla, poi accresciuta da piccole immagini colate in bronzo, che arrivarono anche nella confinante Corea.

##### Dinastia Tang
Le dinastie Sui e Tang che seguirono le dinastie settentrionali si rivolsero nuovamente in modo intenso alle fonti indiane. Numerosi monaci buddisti cinesi tra il IV e l'XI secolo partirono per l'India. Tra questi nel VII secolo Xuánzàng, al quale dobbiamo tra l'altro un racconto sulle statue dei Buddha di Bamiyan. Questo scambio culturale con l'India della dinastia Gupta, che dopo la fine dell'impero Kushan a partire dal IV secolo aveva ottenuto il dominio su ampie parti del subcontinente, fece sì che anche le sculture cinesi di questa epoca si avvicinassero alle direttive dell'arte buddista: se prima le rappresentazioni del Buddha e dei Bodhisattva nella tradizione di Gandhara erano piuttosto snelle e coperte dal collo fino spesso sopra i piedi da lunghe vesti ricadenti in onde, ora divennero "più corpulente" e mostravano il corpo spesso parzialmente scoperto (spalla destra, busto). Sul collo si vedono "tre rughe dell'opulenza", fiori di loto sono inseriti in modo rafforzato come elemento decorativo e le aureole diventano a poco a poco circolari. Se è vero che l'atteggiamento rappresentato rispetto a prima era innaturalmente rigido, al tempo stesso il volto divenne sempre più umano e dalle forme naturali. A partire dal VII secolo si era sviluppato un nuovo stile peculiare: il volto chiaramente arrotondato, i capelli disposti in modo complicato e provvisti di diversi gioielli. Accanto alla scultura all'inizio erano prevalenti pitture sui muri dei monasteri e delle grotte. Ma sino alla fine della dinastia Tang si sviluppò anche una forma molto abile di pittura di dipinti su rotoli. Gli artisti prediligevano in questo caso alle rappresentazioni piuttosto povere del Buddha Shakyamuni i motivi quasi sempre più riccamente decorati dei Bodhisattva o degli dei assunti nella dottrina buddista. La dinastia Tang era stata per lungo tempo molto aperta alle influenze e alle culture di altri paesi. Nel IX secolo, verso la fine della potenza dei Tang, questa apertura culturale alla fine si invertì e nell'845 il sovrano Wu Zong emanò un divieto nei confronti dei tutte le religioni straniere. Ne erano interessati il Cristianesimo nestoriano, lo Zoroastrismo e anche il Buddismo. I monasteri buddisti furono chiusi, le loro proprietà confiscate ed i buddisti rimanenti obbligati d'ora innanzi a praticare il Dharma in clandestinità. La maggioranza delle opere d'arte buddiste furono distrutte in soli pochi anni. Di conseguenza, anche lo sviluppo dell'arte buddista cinese finì completamente per soccombere.

##### Chan
Quando una delle tradizioni rimaste ebbe unito il Buddismo Chan, gli elementi buddisti e taoisti, sopravvisse ulteriormente. In particolare durante la dinastia Song meridionale (1126 – 1279) il Buddismo Chan conobbe un periodo di massimo splendore, nel quale i monasteri erano centri di cultura e formazione. A partire dal XII secolo questa scuola si sviluppò in Giappone nel Buddismo Zen.

#### Corea

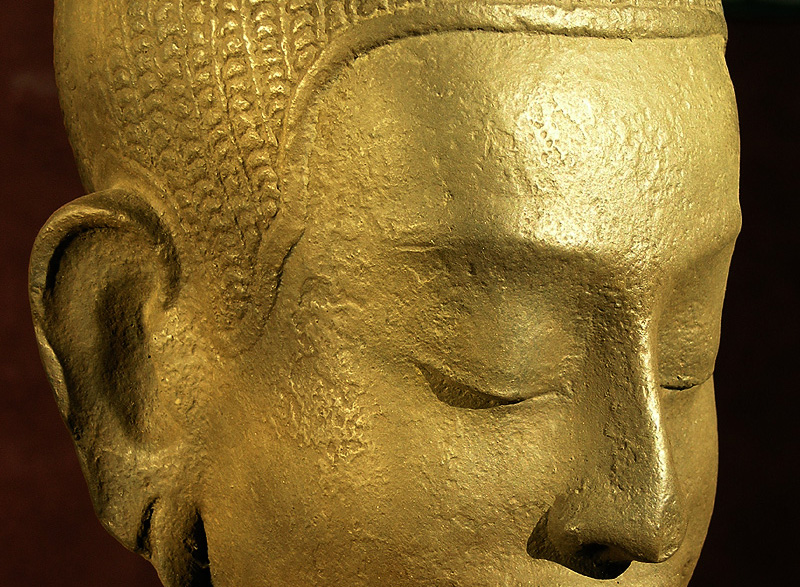
Corea, VIII-IX sec.

Nel VI secolo, il Buddismo fu conosciuto in Corea, attraverso la Cina e mediante contatti con i popoli delle steppe dell'Asia centrale e settentrionale. La prima arte buddista della Corea fu caratterizzata in egual misura da influenze cinesi, come anche dalle originarie tradizioni coreane: forme geometrico-astratte, che erano abbellite al tempo stesso con la lussuosa decorazione dello stile tradizionale. In contrasto con i ritratti sontuosamente decorati di varie divinità degli artisti cinesi, in Corea tuttavia si preferirono presto raffigurazioni più chiare, meno adornate del Buddha trascendente come ad esempio il Vairocana. Una tradizione che più tardi ebbe forte influenza anche sullo sviluppo del Buddismo in Giappone.

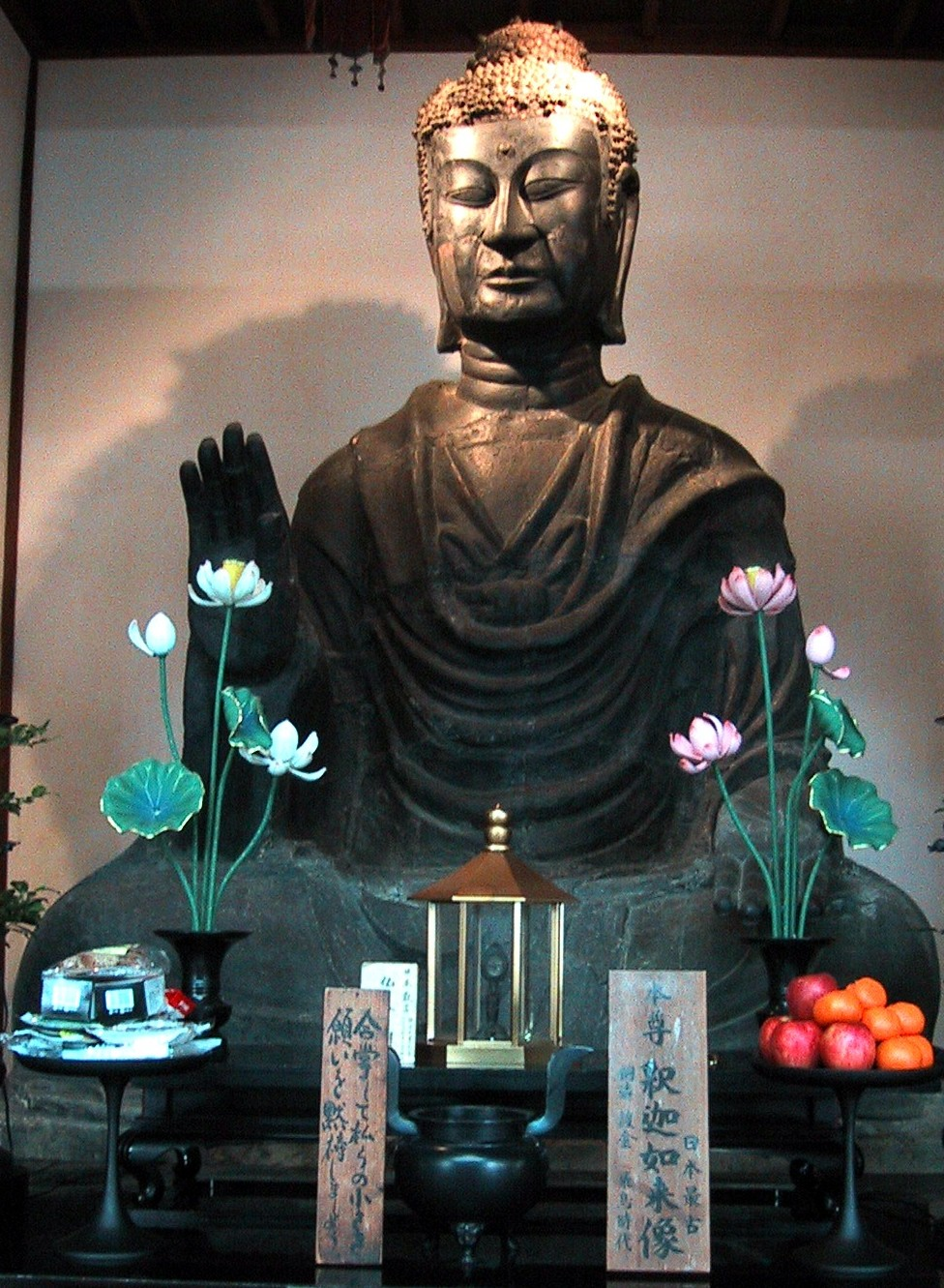
Asuka, Giappone, VII sec.

#### Giappone
Ugualmente nel VI secolo il Buddismo, attraverso monaci provenienti dalla Corea e dalla Cina, raggiunse infine il Giappone e già nel VII secolo vi era ampiamente diffuso. A causa della posizione delle isole giapponesi, alle propaggini più occidentali della Via della Seta, vi poterono in seguito sopravvivere anche tradizioni della dottrina e dell'arte buddiste che più ad est, in India, Asia centrale e Cina, vennero soppiantate e represse. L'arte all'inizio adottò soprattutto gli stili della Corea e fu in parte influenzata dall'arte del periodo giapponese Asuka (593 - 710).

##### Periodo Nara

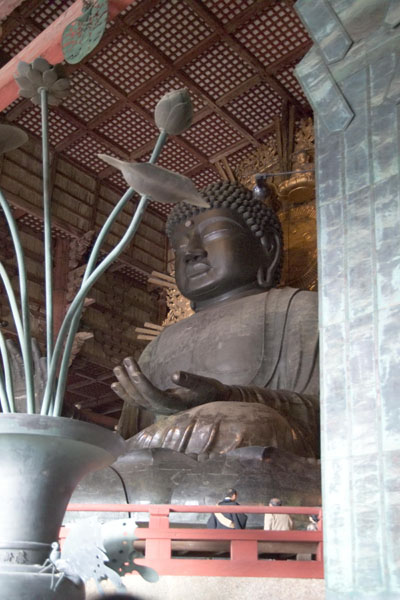
Nara, Giappone, VIII sec.

Durante il periodo Nara (710–794) artisti e monaci giapponesi partirono numerosi per la Cina della dinastia Tang e al loro ritorno riportarono in Giappone sculture, dipinti e scritti. In questo periodo l'arte cinese era fortemente influenzata da quella indiana dell'impero Gupta e di conseguenza le sue caratteristiche arrivarono anche in Giappone: i dipinti murali mostrano somiglianze con le pitture delle grotte indiane di Ajanta, il realismo, riconoscibile già durante il periodo Asuka sotto l'influenza coreana, fu ulteriormente rafforzato, il drappeggio delle vesti divenne più semplice e chiaro e i sorrisi nei volti dei ritratti cedette il posto ad un'espressione più serena, piuttosto imperturbabile. A partire dalla metà dell'VIII secolo l'arte buddista giapponese si allontanò a poco a poco dagli stili dei vicini occidentali. I ritratti del Buddha divennero sempre più imponenti nell'atteggiamento e nella statura. Le sculture furono fabbricate in gran numero e in misura accresciuta in pietra e legno (con le tecniche delle lacche giapponesi) invece che in bronzo. Tra le poche grandi statue di bronzo ancora costruite una delle più notevoli è il Daibutsu (giapponese "grande Buddha") del 749 nel Tōdai-ji. Furono inoltre costruiti anche numerosi templi (giapponese: ji) e monasteri, tra i quali la pagoda a cinque piani dell'Hōryū-ji a Nara, con la sua sala dorata, o il Kōfuku-ji. Pitture e disegni a china (in parte colorati) servivano soprattutto all'illustrazione dei Sutra e seguivano come prima per lo più modelli cinesi e centro-asiatici.

##### Periodo Heian
Il periodo Heian (794-1185) fu contraddistinto da un orientamento verso le scuole esoteriche del Buddismo con i loro numerosi Buddha (tra gli altri Vairocana, Amitabha, Maitreya) e Bodhisattva trascendenti. A ciò si accompagnò lo sviluppo di uno stile giapponese significativamente svincolatosi dalle influennze anteriori (Tang, Gupta). Quello Heian è considerato il periodo di massimo splendore dell'arte buddista giapponese. Come materiale preferito degli scultori si affermò il legno, che come di consueto veniva dorato o laccato, restando non trattati solo i legni profumati. Nella pittura nacquero Maṇḍala artistici, che servono da modelli fino ad oggi e vengono copiati frequentemente. A partire dal XII secolo l'arte figurativa si concentrò particolarmente sulla rappresentazione di motivi della scuola Amida (giapponese per "Amithaba").

##### Periodo Kamakura

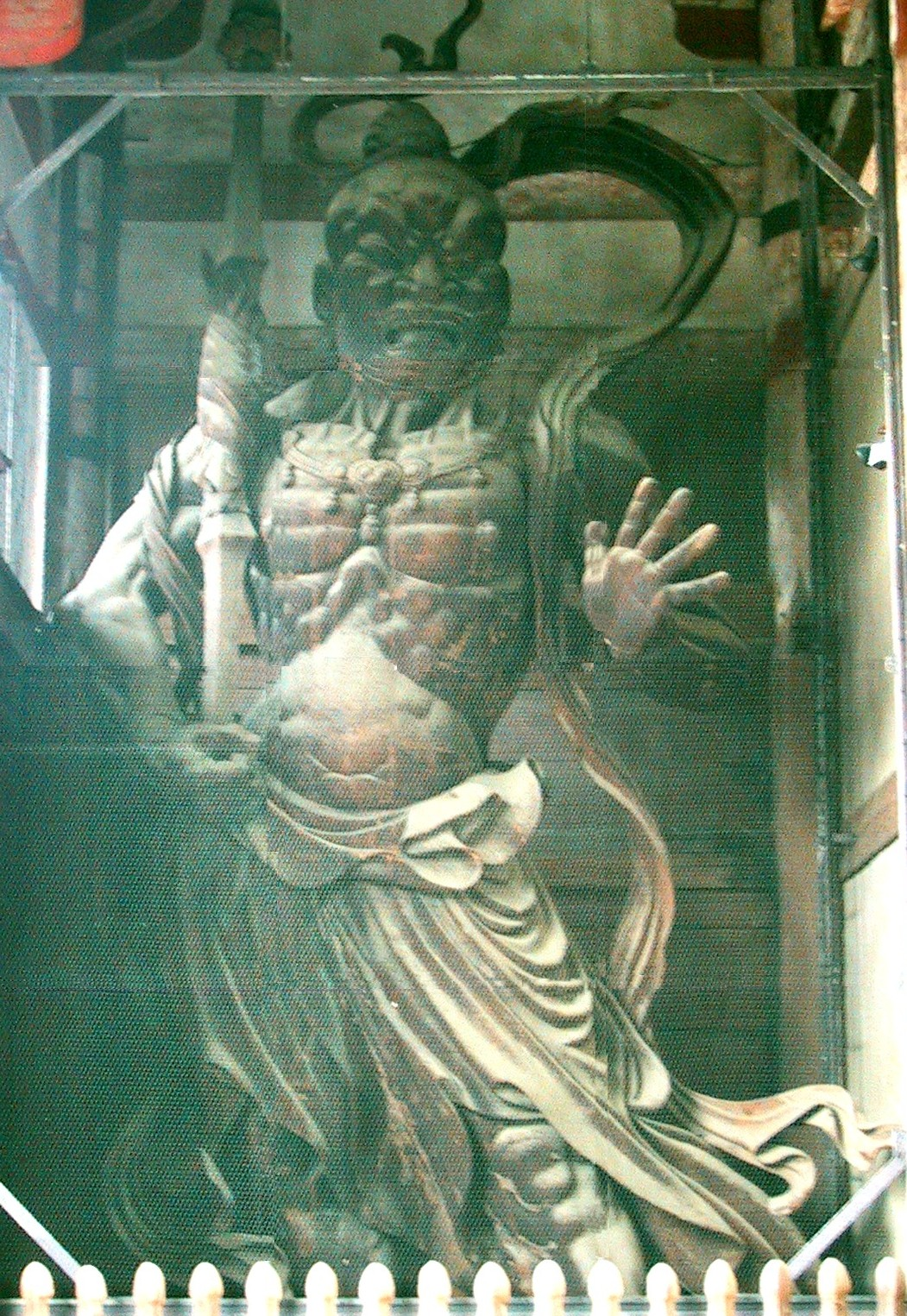
L'Niō di Tempio di Tōdai-ji, Nara. Un lavoro di Unkei (1203).

L'arte buddista del Giappone raggiunse un ultimo culmine durante il periodo Kamakura (1185–1333). Soprattutto nel campo della pittura furono prodotte rappresentazioni molto realistiche e fedeli, spesso dipinte e con occhi di vetro. oltre a Buddha e Bodhisattva furono immortalati in questo modo anche illustri monaci. Unkei apparve e produsse le sculture di una forma nuova. Nei disegni e nelle pitture la tendenza al realismo fu talvolta perfino esagerata, e ne derivarono modelli che oggi appaiono come caricature.

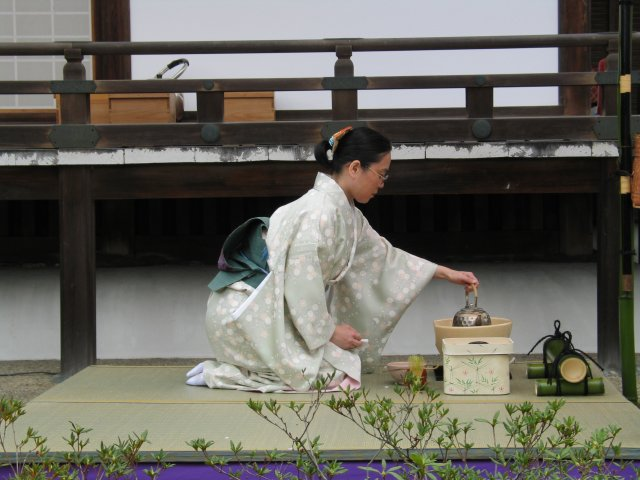
Cerimonia del tè

##### Zen
A partire dal XII e XIII secolo accanto alle scuole Amida ampiamente diffuse si sviluppò un'ulteriore forma molto speciale: il Buddismo Zen. Il maestro zen Myōan Eisai aveva studiato il Buddismo Chan in Cina e fondato in Giappone la scuola Rinzai dello Zen. Il suo allievo Eihei Dōgen Kigen basandosi su questa sviluppò la scuola Sōtō. L'arte zen diede origine ad una serie di forme espressive molto particolari: l'arte della scrittura (shodō), l'arte dei giardini zen, i disegni a china (sumi-e) o l'arte della poesia (haiku). Comune ad esse è l'aspirazione a rappresentare l'"essenza" delle forme esteriori del mondo in modo per così dire impressionistico e disadorno, non-dualistico. L'atto della creazione di un'opera d'arte è quindi più una pratica religiosa che semplicemente la creazione di un oggetto artistico – è esso stesso un'espressione dell'aspirazione all'illuminazione (giapponese satori, vedi anche Bodhi) del momento. Su questa base si svilupparono anche ulteriori forme di pratica, come l'arte di disporre i fiori (ikebana), la cerimonia del tè (sadō) o il tiro con l'arco (kyūdō). In fondo in questo modo di vedere ogni attività può essere considerata come un'arte, con un significato tanto estetico quanto spirituale.
Il Giappone è oggi, in rapporto alla popolazione, uno dei più grandi paesi buddisti. Nel complesso si contano circa 80.000 templi buddisti in parte molto antichi, molti dei quali sono costruiti in legno e vengono regolarmente rinnovati.

#### Tibet e la regione dell'Himalaya

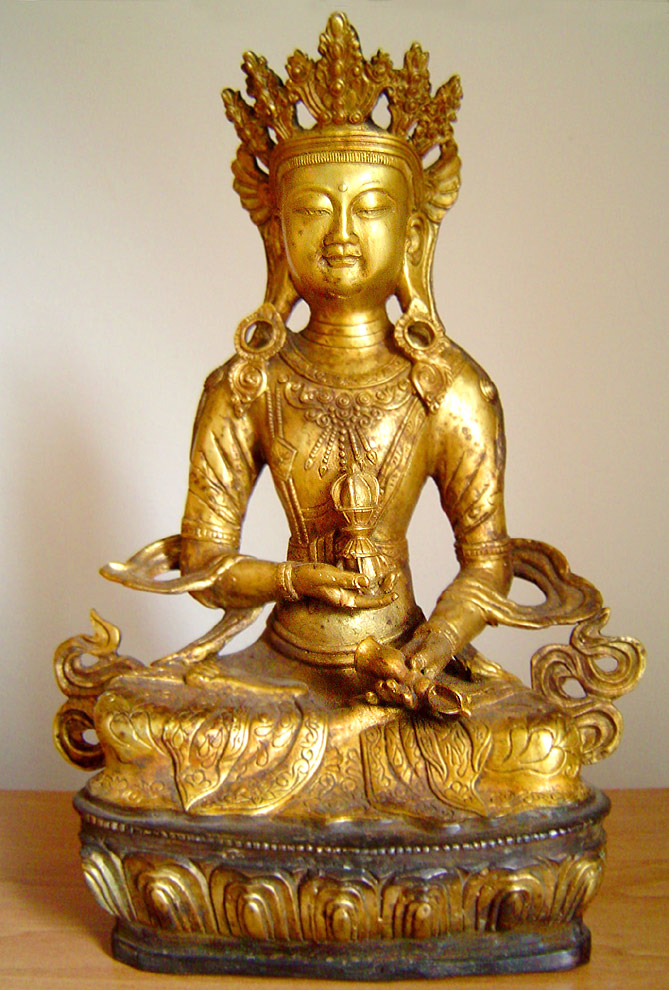
Statua dorata, Tibet

Nel V - VI secolo nell'India settentrionale era emerso il Vajrayana ("veicolo di diamante") - dal punto di vista occidentale una forma di Buddismo "magico" o "esoterico" - da una combinazione delle tradizioni brahmānico-induiste (uso di mantra, yoga, olocausti), specialmente del Tantrayana, e della dottrina buddista. Nell'VIII - IX secolo il Buddismo tantrico fu introdotto in Tibet da Padmasambhava (noto anche come Guru Rinpoche), che proveniva dalla regione dell'ex Gandhara. L'arte del Vajrayana tibetano all'inizio rimase nella tradizione del Buddismo greco e mostrò anche influenze del Bengala e della Cina.
Tra gli sviluppi più significativi dell'arte buddista tibetana si annovera la realizzazione dei maṇḍala. Si tratta di rappresentazioni molto precise ed esattamente definite "di palazzi celesti/divini" che mostrano per lo più al centro, solitamente un quadrato circondato da una croce, un Buddha o un Bodhisattva. All'esterno possono essere incluse, a seconda del motivo, una molteplicità di figure diverse (ulteriori Buddha, Bodhisattva, dei e demoni, monaci illustri) o altri simboli (oggetti rituali, edifici, forme astratto-geometriche). Lo stile delle immagini seguiva in primo luogo il periodo indiano del Gupta indiano e l'arte induista. I maṇḍala servivano - e servono ancora oggi - come oggetti di meditazione, che devono aiutare i praticanti a concentrarsi sul tema specifico e quindi sul contenuto espresso dalla dottrina.
|  |
|  |

Accanto ai mandala realizzati come dipinti su rotolo (vedi anche thangka) o dipinti su muro si sviluppò come forma particolare il mandala di sabbia. Tale dipinto veniva creato da vari monaci con sabbia multicolore, nell'ambito di un rituale di tipo superiore, generalmente con un lavoro di parecchi giorni e distrutto nuovamente subito dopo il completamento; la sabbia veniva quindi raccolta e sparsa ad esempio in un fiume.
I mandala fungevano anche da modello architettonico per la pianta e la disposizione degli edifici nei complessi dei templi. I portali di accesso, gli edifici residenziali, le sale di preghiera e i santuari erano disposti come in un mandala, cosicché i modelli simbolici bidimensionali erano di fatto riprodotti in modo tridimensionale.
Le sculture in Tibet erano fabbricate soprattutto in legno e metallo, solo raramente in pietra. Dopo il XVI secolo aumentò l'influenza dello stile cinese.

#### Vietnam
Sebbene il Vietnam si trovi geograficamente nell'area dei paesi del Buddismo meridionale, tuttavia, poiché il Buddismo vi fu fatto conoscere soprattutto attraverso la Cina, esso viene tradizionalmente annoverato nel Buddismo settentrionale. Dal I al IX secolo il nord del paese (Tonchino) si era trovato nell'area di diretta influenza della Cina ed aveva adottato da là sia il Confucianesimo che il Buddismo Mahayana - e quindi anche l'arte, che accompagnava queste dottrine.
Nel sud dell'odierno Vietnam – allora appartenente in parte al Funan, in parte al Champa – giunsero via mare direttamente nella regione anche influenze indiane. Così se è vero che il Buddismo Mahayana era noto già da prima, era però predominante l'Induismo.
Lo stile meridionale, "indianizzato", che aveva grandi somiglianze con l'arte dei Khmer del periodo Angkor - in cui risalivano entrambi alle influenze dell'arte di Giava - sopravvisse fino al XV secolo, fino a quando Champa fu conquistato dal Vietnam (1471) e infine si disgregò completamente negli anni 1720. Dell'epoca dei Cham si conservano ancora una serie di costruzioni templi e di statue di arenaria. Oltre a ciò anche il legno veniva utilizzato già da prima per opere d'arte religiose. La più antica testimonianza conosciuta al riguardo è una statua di Buddha in legno duro del VI secolo (oggi nel Museo storico della città di Ho Chi Minh).
Durante la dinastia Mac (dal XV fino al XVII secolo) l'arte buddista conobbe la sua epoca di massimo splendore. Da questo periodo proviene una statua del Bodhisattva Avalokiteshvara (1656) che è considerata fino ad oggi una delle più significative opere d'arte buddiste del Vietnam.

### Buddismo meridionale

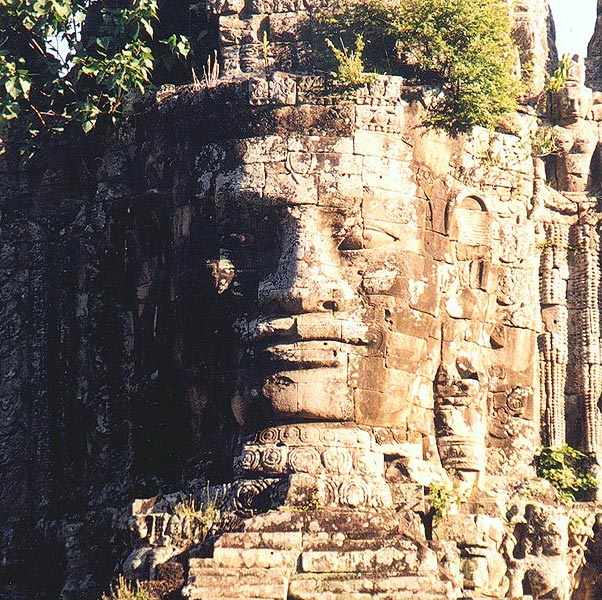
Angkor, XII sec.

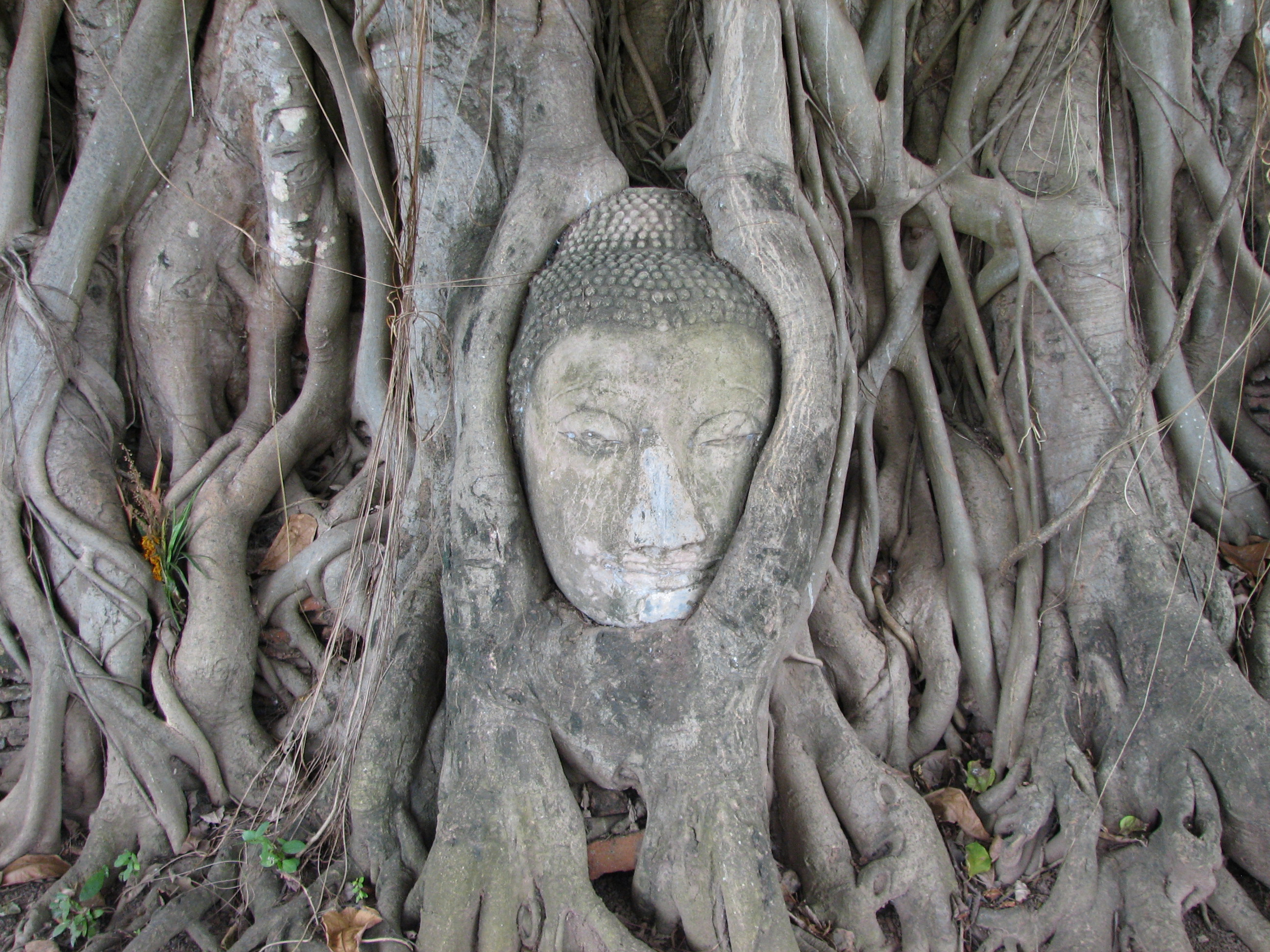
Ayutthaya, ca. XIV-XV sec.

Il Buddismo meridionale si diffuse in una prima ondata già nel I millennio nello Sri Lanka e via mare lungo le rotte commerciali dall'India alla Cina nel Sud-est asiatico. Sia il Mahayana in quel momento dominante. sia il Theravada, sia l'Induismo trovarono seguaci a Bagan (Myanmar), nell'attuale Thailandia, nell'antica Cambogia (Funan, poi Angkor), nel Vietnam (Champa) e in Indonesia. Mentre l'Islam soppiantava il Buddismo in Indonesia e nella penisola malese meridionale, il Theravada proveniente dallo Sri Lanka a partire dalla prima metà del II millennio divenne la scuola predominante nel Sud-est asiatico continentale. Con i sistemi religiosi dell'India trovarono diffusione nel sud-est asiatico anche la lingua e l'alfabeto (pali, sanscrito, devanagari tra gli altri) così come le forme d'espressione artistiche. Il contatto diretto con i commercianti e gli eruditi dei paesi dell'India per più di 1.000 anni ebbe grande influenza sullo sviluppo delle culture, che diedero però vita in ambito regionale a tradizioni e stili anche molto specifici e chiaramente distinguibili.
Nel periodo dal I all'VIII secolo si svilupparono nel sud-est asiatico le prime grandi formazioni statali. Nel sud dell'attuale Vietnam e nel sud-est della Cambogia sorse il Funan. Il popolo mon fondò nella regione dell'attuale Bassa Birmania il Regno di Thaton e più ad est, nella valle del Chao Phraya, la confederazione dei regni Dvaravati. Questi primi regni furono particolarmente influenzati dallo stile indiano di Gupta. Oltre a rappresentazioni buddiste (sculture, tavolette votive) e ad iscrizioni in sanscrito in tutta la regione si sono trovate anche una molteplicità di raffigurazioni di divinità induiste.
Intorno al IX secolo si era formato sulle isole dell'odierna Indonesia occidentale il regno di Srivijaya e quello giavanese della dinastia Sailendra, che produsse una ricca arte e architettura buddista (vedi anche Borobudur). Al nord, sul continente, l'Impero Khmer di Angkor divenne una potenza regionale e fu ripetutamente in competizione con il regno dei Cham posto ad oriente. Angkor e Champa ebbero all'inizio soprattutto un'impronta induista, ma si distinsero anche per un alto grado di sincretismo, che univa le tradizioni induiste con quelle buddiste e quelle animiste preesistenti. Entrambi i Paesi svilupparono forme simili di espressione artistica, in particolare nell'architettura. Verso la fine di questo periodo, tutti questi paesi erano già ampiamente convertiti al Mahayana, e a partire dal XIII secolo si affermò definitivamente il Theravada, introdotto nella regione dai mon nel periodo Dvaravati (VI - IX secolo). Anche i neonati regni siamesi di Sukhothai e di Ayutthaya, situati nell'odierna Thailandia, adottarono il Theravada originario dello Sri Lanka.
Mentre l'Islam a partire dal XIV secolo soppiantò ampiamente il Buddismo e l'Induismo nelle regioni meridionali (Malaysia) e sulle isole (Indonesia, Filippine), il Buddismo Theravada rimase la religione dominante nell'Asia sud-orientale continentale e si diffuse ulteriormente nelle odierne Cambogia, Thailandia, Laos e Birmania.
|  |
|  |

#### Sri Lanka

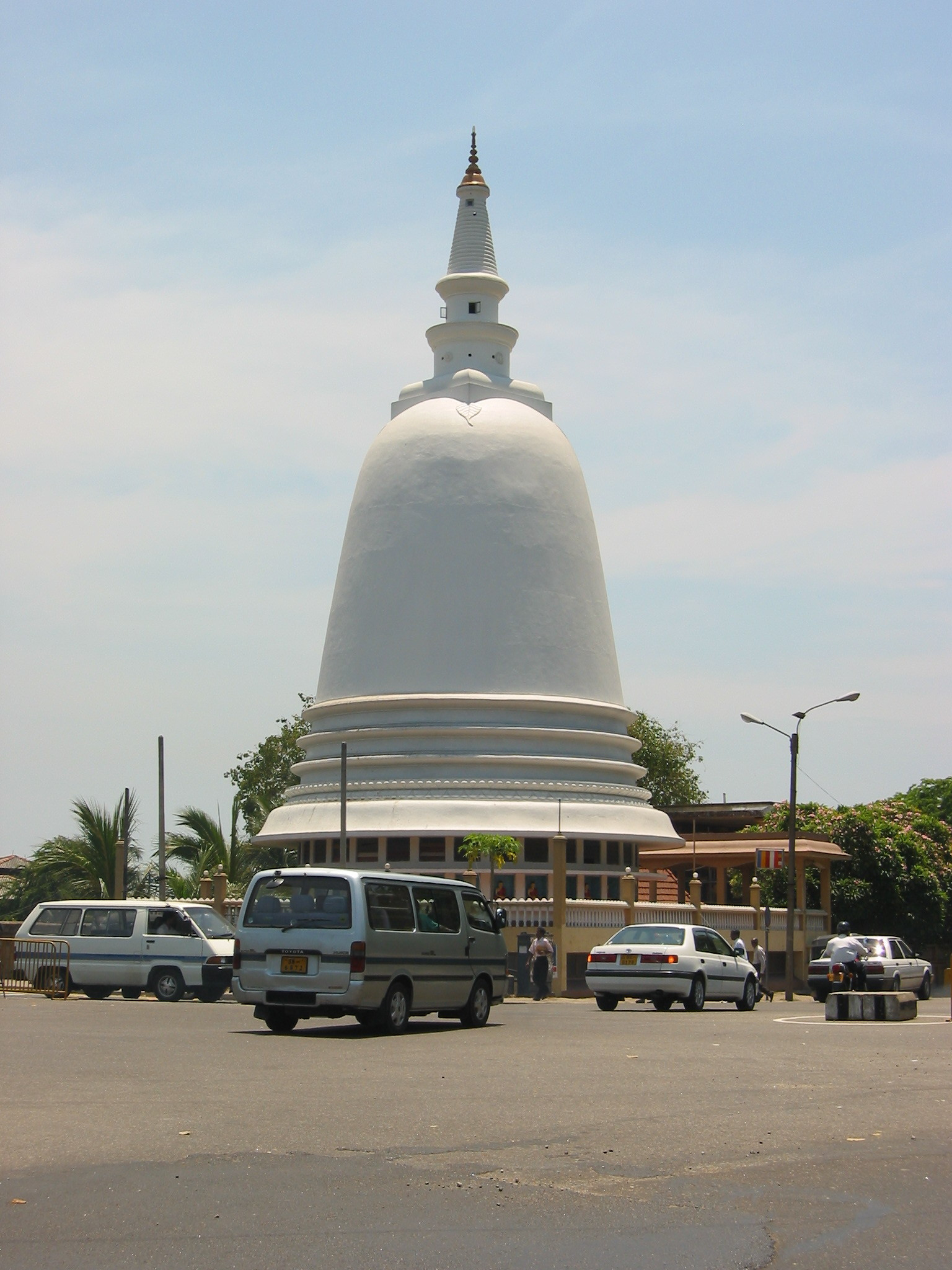
Dagoba a Colombo, Sri Lanka

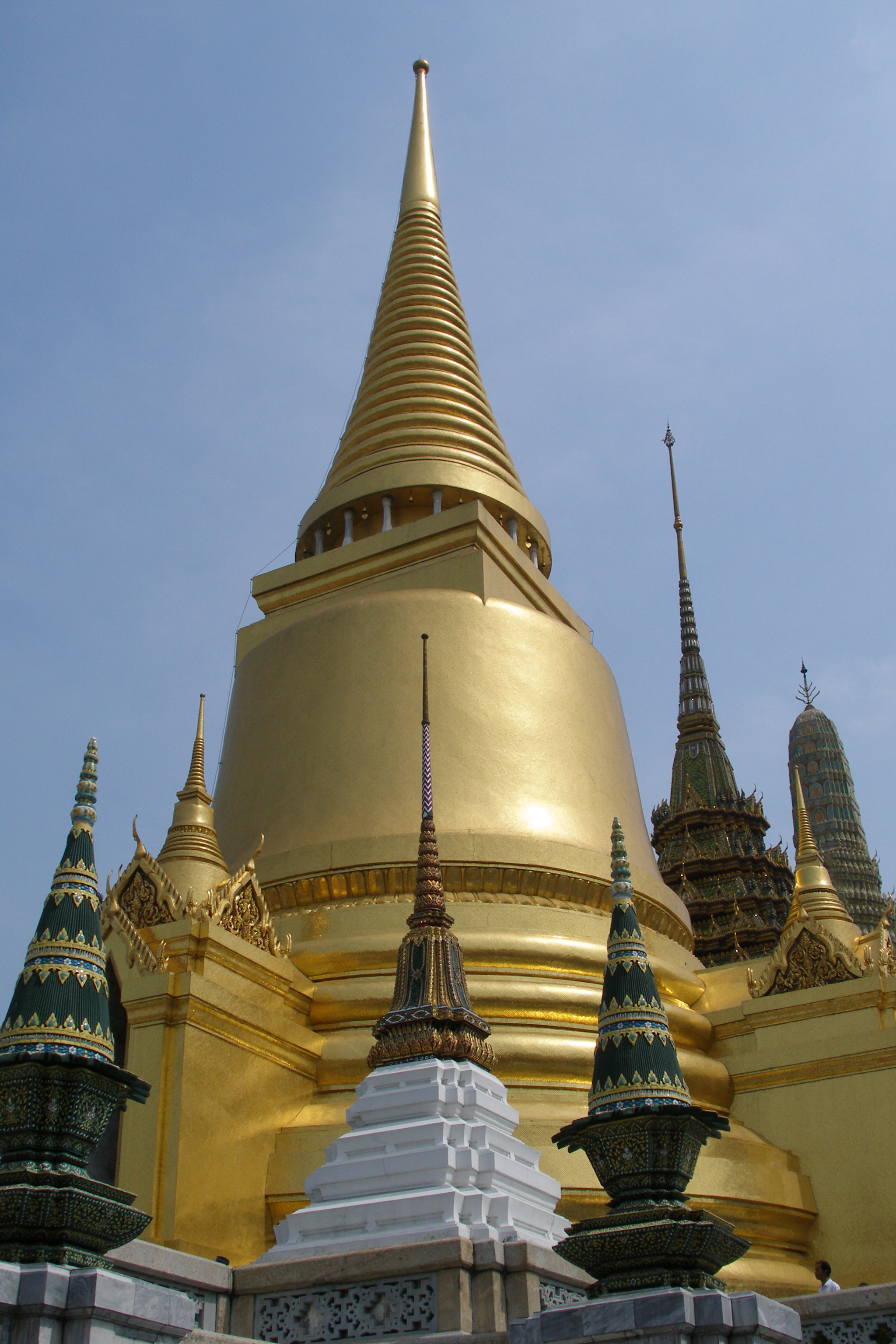
Il Chedi dorato di Wat Phra Kaew a Bangkok in Thailandia

Al tempo in cui il Buddismo in India perdeva d'importanza, alla fine del periodo Gupta nel VII secolo, il Buddismo Theravada già da diversi secoli aveva preso piede nello Sri Lanka, improntandone la cultura. Una particolare importanza hanno assunto qui le reliquie di Buddha, un dente del quale viene custodito nel Tempio del dente di Kandy, e l'albero della Bodhi, il Mahabodhi, il cui esemplare più famoso nel paese, che si trova nel tempio della vecchia capitale Anurādhapura, secondo la tradizione sarebbe cresciuto da una talea dell'albero originale, sotto il quale Buddha aveva ricevuto l'Illuminazione a Bodh Gaya in India.
In seguito nell'architettura buddista dello Sri Lanka all'interno delle aree dove sorgono i templi questi due elementi vennero ad acquisire particolare importanza, il reliquiario, che in India viene chiamato stupa, e l'albero della Bodhi superarono per importanza la rappresentazione per immagini del Buddha.
Uno dei più significativi sviluppi dell'arte religiosa dello Sri Lanka fu l'evoluzione dello stupa. Anziché adottare la convessità originaria, eressero imponenti edifici a pianta circolare a forma di campana sovrastata da una guglia che presero il nome di dagoba. Nella loro esecuzione gli architetti locali rinunciarono alle decorazioni e alle espansioni (cancelli d'ingresso e altro) tipiche degli stupa indiani, dando agli edifici superfici lisce prive di ornamenti e concentrando il loro talento artistico sulla forma complessiva.

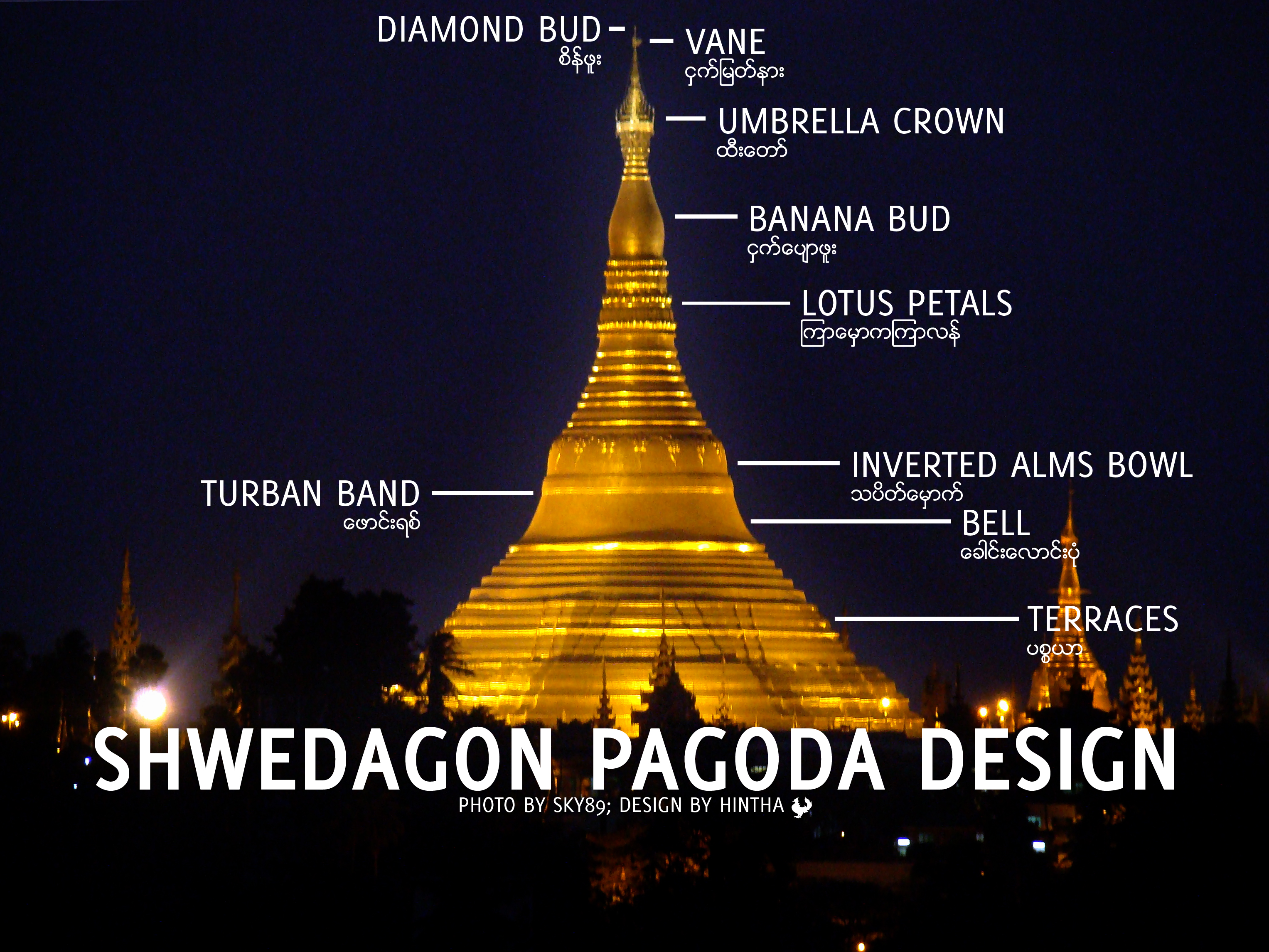
La pagoda Shwedagon di Yangon, il diagramma in sovrapposizione mette in evidenza le varie parti dell'edificio, che rappresentano simboli buddisti

Insieme al Buddismo Theravada, questa soluzione architettonica trovò in seguito diffusione in tutto il Sud-est asiatico, dove i locali stupa presero il nome di that in Laos, di chedi in Thailandia, chedey in Cambogia e zedi in Birmania. In quest'ultimo paese lo stupa può essere usato, oltre che come reliquiario, anche come tempio, nel qual caso prende il nome di pahto (pagoda), come nel caso della veneratissima pagoda Shwedagon di Yangon, mentre in Cambogia sopravvissero le soluzioni che la locale architettura khmer aveva mutuato da quella induista.
Decorazioni finemente elaborate tipiche dell'arte singalese sono eseguite con le "pietre della luna", che vengono disposte ad archi concentrici sulle soglie d'ingresso delle costruzioni religiose dando vita a motivi floreali (fiori di loto, viti, foglie) e animali (mucche, elefanti, leoni, oche). La presenza di tali decorazioni ricorda al visitatore che oltre tale soglia si accede al mondo sacro, lasciandosi alle spalle quello profano e le sue manifestazioni materiali.
Lo stile con cui sono eseguite le immagini sacre risente delle tradizioni indiane Amaravati e Gupta ed il Buddha viene raffigurato preferibilmente in atteggiamento meditativo (nella "posizione del loto" con le mani poggiate in grembo) o spesso anche disteso sul fianco, a simboleggiare la sua morte o più esattamente l'ingresso nel Parinirvāṇa.

#### Birmania

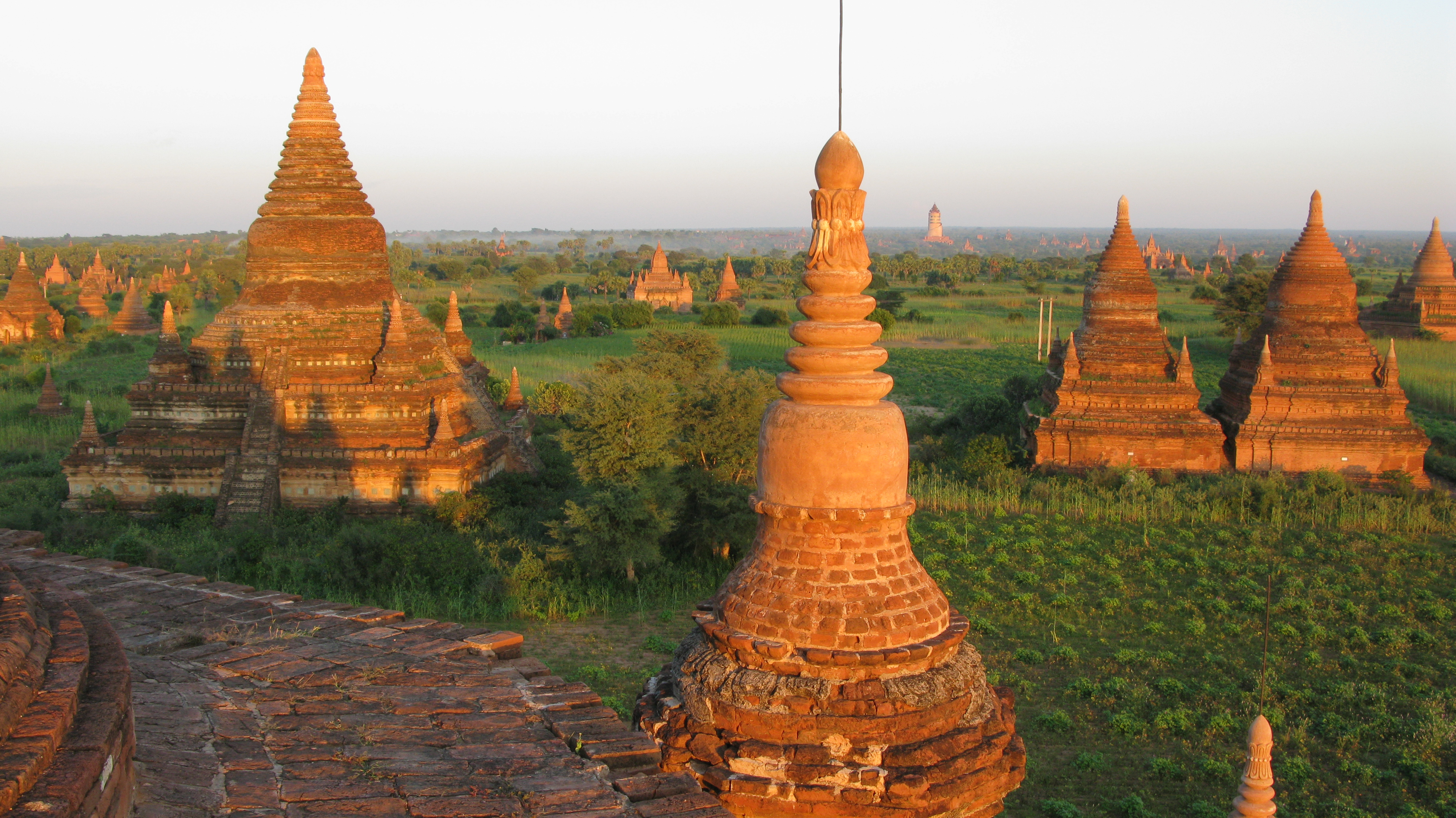
Bagan, Birmania

Come diretti vicini dell'India, i popoli mon e pyu dell'odierna Birmania furono i primi ad assorbire l'influenza indiana. Secondo la tradizione dei mon, che si insediarono nelle regioni meridionali sul Mare delle Andamane e nell'entroterra montuoso fino all'odierna Thailandia, il Buddismo sarebbe stato fatto conoscere già nel III secolo a.C. da inviati del re Ashoka. Il primo regno mon a professare il Buddismo Theravada fu quello meridionale di Thaton, che in seguito lo avrebbero diffuso al Regno di Pagan dei birmani. I primi templi buddisti come Peikthano risalgono ad un periodo tra il I ed il V secolo. L'arte buddista dei mon fu improntata soprattutto agli stili indiani del periodo Gupta e delle epoche successive. Con la diffusione dei mon in ampie parti dell'Indocina nel periodo Dvaravati, l'arte buddista trovò accesso anche nelle tradizioni dei popoli locali. Dall'XI al XIII secolo nel Regno di Pagan furono eretti migliaia di stupa e di templi buddisti, dei quali ne sono visibili ancora oggi circa 2.000. I musei di Rangoon e Mandalay ospitano un gran numero di statue di quell'epoca, spesso dorate e riccamente ornate di gioielli, e perfino del tempo in cui Pagan fu espugnata dai Mongoli (1287).
|  |
|  |
|  |
|  |

#### Indonesia
Le civiltà sorte sulle isole indonesiane (soprattutto Giava e Bali) furono fortemente contrassegnate dalla civiltà indiano-buddista già dal I secolo. Questi regni delle isole ebbero d'altro canto forte influenza sulle arti figurative dell'Asia sud-orientale continentale (soprattutto architettura, pittura).
Mentre sul continente con Funan e più tardi Angkor (viedi oltre sotto: Cambogia) sorgevano stati con un'impronta ampiamente induista, si formò con il centro sull'isola di Giava il regno buddista di Sri Vijaya (ca. VIII–XIII sec.). Questo regno del mare, la cui sfera d'influenza arrivava fino sulla penisola malese, adottò sotto il dominio della dinastia Sailendra soprattutto tradizioni del Mahayana e del Vajrayana. Tra le testimonianze più significative dell'arte buddista di tutti i tempi si annovera il gigantesco tempio di Borobudur, la più grande costruzione buddista del mondo, ed una statua artistica del Bodhisattva femminile Prajnaparamita.

#### Cambogia
Nella regione degli odierni Vietnam del sud e Cambogia sorse nel I secolo il Regno di Funan, una delle prime formazioni statali dell'Asia sud-orientale continentale. Nel suo periodo di massimo splendore (III-VI sec.), Funan si espanse ad ovest fino al confine con l'odierna Birmania e a sud fino alla Malaysia. L'economia del Regno di Funan era basata soprattutto sugli scambi commerciali, trovandosi sulle rotte di navigazione tra l'India e la Cina. L'India in particolare ebbe una grande influenza culturale: furono adottate scrittura, religioni ed arte e nella parziale fusione con le proprie tradizioni nacquero nuovi stili e forme espressive. A differenza dei paesi del Buddismo settentrionale, i concetti religiosi e le arti giunsero dall'India via mare direttamente nel sud-est asiatico. L'Induismo fu per lungo tempo la pratica religiosa predominante, ma anche il Buddismo Mahayana trovò ben presto seguaci.
Nel IX secolo sorse, come tardo successore del Funan, l'Impero Khmer di Angkor, dove Shiva e Vishnu (al quale ad esempio era consacrato l'Angkor Vat) erano le divinità più venerate. A partire dal XII secolo, il Buddismo conobbe sotto il re Jayavarman VII un nuovo periodo di splendore. Sorsero edifici come il Bayon con la sua molteplicità di torri, che erano provviste all'epoca di rappresentazioni alte diversi metri del volto del Bodhisattva Avalokiteshvara (qui conosciuto come Lokeshvara) o l'università del monastero di Ta Prohm, che era consacrata a Prajnaparamita. L'arte dei khmer, attraverso l'espansione del Regno di Angkor, trovò diffusione in ampie parti del sud-est asiatico e sarebbe stata alla base dello stile dell'arte nelle odierne Thailandia, Laos e Vietnam.
Caratteristiche delle raffigurazioni dell'arte buddista di Angkor sono l'espressione rapita dalle cose terrene dei volti di Buddha e dei Bodhisattva e la chiarezza delle linee fluide che non presentano le decorazioni opulente spesso impiegate in Cina.
A cavallo tra il XIII ed il XIV secolo, con il re Srindravarman giunse al potere il primo sovrano khmer convertitosi al Buddismo Theravada. Fu in quel periodo che iniziò il declino del regno di Angkor, favorito anche dal rafforzamento dei regni siamesi ad ovest. Questi cambiamenti trovarono riflesso anche nell'arte. Non si costruivano più i grandi complessi di templi e le raffigurazioni del Lokeshvara, molto amate in precedenza ed ora obsolete. Le statue di Buddha furono fabbricate anche nei periodi successivi, ma in oro e in bronzo invece che in pietra. Nello stile assomigliavano alle opere d'arte dei vicini regni siamesi e laotiani, che praticavano parimenti il Theravada: figure slanciate, eleganti con linee chiare e fluide. Questo stile ha improntato fino ad oggi l'arte sacra della Cambogia.

#### Thailandia e Laos

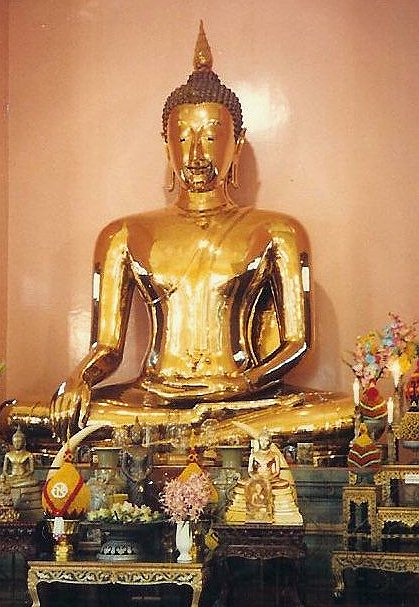
Sukhothai, XIV sec.

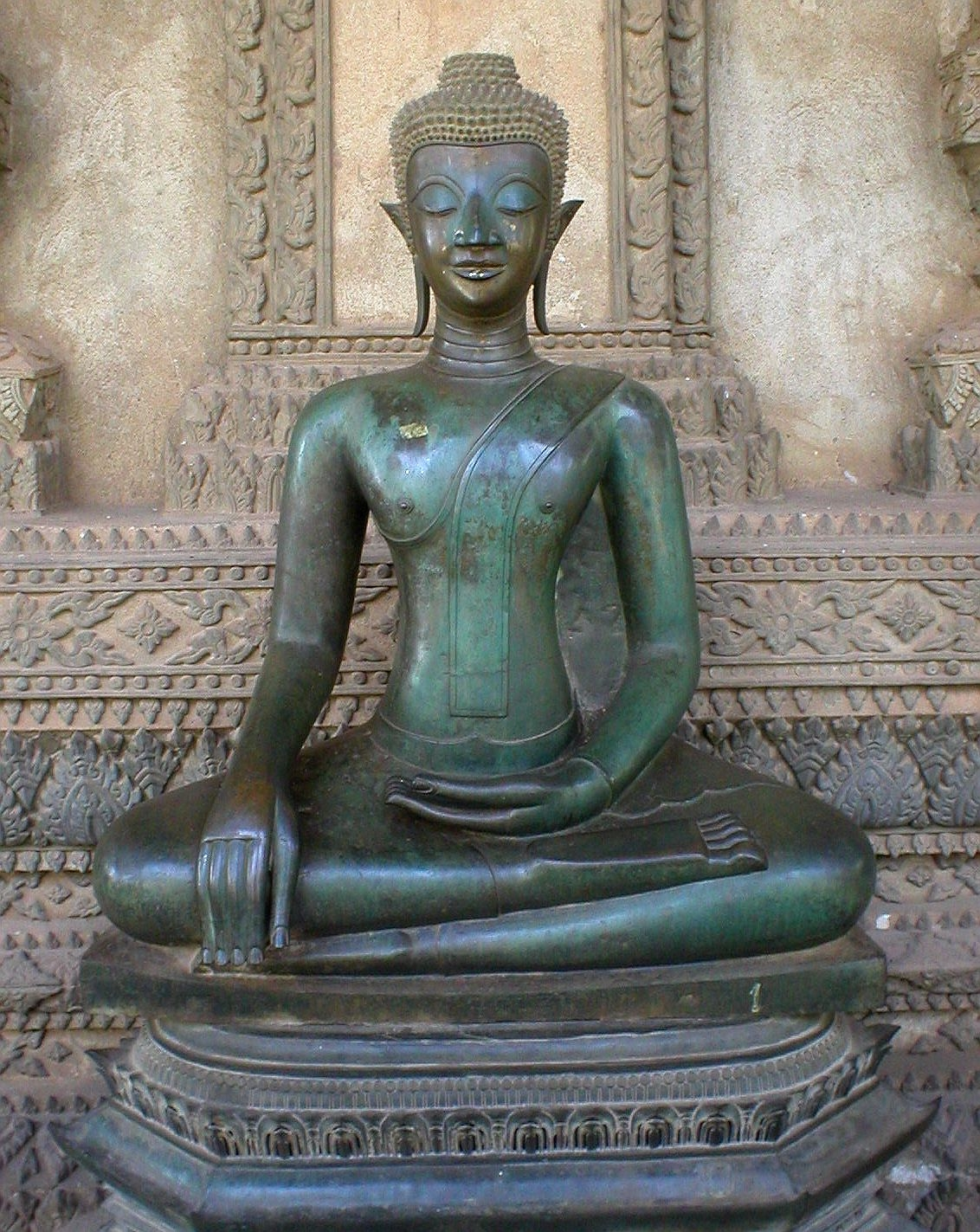
Laos, XVII sec.

I regni della regione dell'odierna Thailandia fondati dai mon nel periodo Dvaravati tra il VI ed il IX secolo, attraverso gli scambi commerciali entrarono in contatto diretto con la cultura dell'India. L'arte, come anche nella confinante Birmania di quel tempo, era improntata allo stile indiano del periodo Gupta. Sorsero una serie di statue ed edifici artistici come il Chedi di Nakhon Pathom (con 127 m considerato tuttora il più alto edificio buddista del mondo).
A partire dal IX secolo, le tradizioni artistiche nella regione furono fortemente influenzate dagli stili dei regni confinanti di Angkor ad est e di Sri Vijaya a sud. In questo periodo fu predominante il Buddismo Mahayana, con molteplici raffigurazioni di vari Bodhisattva.
Con l'inizio del XIII secolo, come nel resto del sud-est asiatico, si diffuse il Buddismo Theravada proveniente dallo Sri Lanka. Nel 1238 fu fondato il regno di Sukhothai, il primo dei siamesi, che adottò nell'arte uno stile diverso da quello khmer, con rappresentazioni più chiare, meno adornate e talvolta quasi geometrico-astratte. Le figure di Buddha mostrano forme eleganti, morbidamente fluide, con vesti che sembrano trasparenti ed una testa ovale, incoronata da una fiamma (sanscrito: ketumala). Durante il periodo del successivo Regno di Ayutthaya (XIV – XVIII sec.), lo stile di Sukhothai fu ulteriormente raffinato, con le statue spesso dorate che presentano pietre preziose incastonate. Lo stile di questo periodo si è posto come riferimento per gli artisti del Paese fino al giorno d'oggi. Una particolarità dell'arte buddista thailandese sono le statue del Buddha che cammina.
L'arte buddista del Regno di Lan Xang, nell'odierno Laos, fu al suo inizio e nel suo sviluppo strettamente legata a quella dei vicini regni siamesi. Il materiale preferito in architettura e in pittura era il legno, che veniva per lo più dipinto e laccato. Fino alla fine del XV secolo i ritratti furono molto simili a quelli di Sukhothai. A partire dal XVI secolo si formò uno stile autonomo: le statue di Buddha divennero sempre più slanciate con braccia e gambe molto lunghe.

## Arte buddista nel XX e XXI secolo

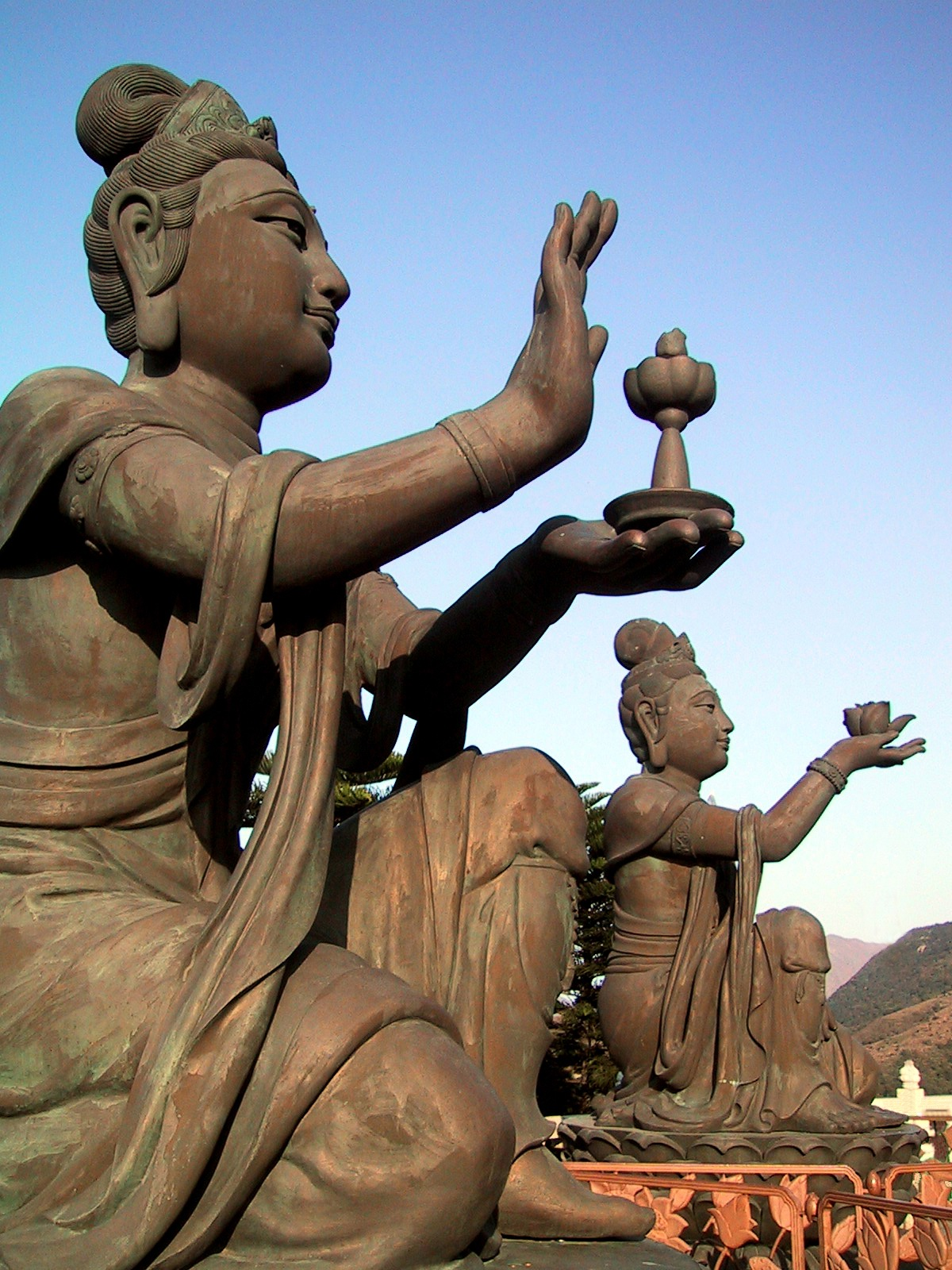
Statue, che celebrano i grandi Buddha Tian Tan (天壇大佛) (Isola di Lantau, Hong Kong, eretti dal 1990-93

Generalmente la fabbricazione di nuovi ritratti, dipinti, oggetti rituali o edifici nei paesi dell'Asia, che possono vantare una cultura buddista quasi sempre molto più antica di mille anni, ha un orientamento molto tradizionale. I segni distintivi dei ritratti di Buddha come l'atteggiamento del corpo e i gesti delle mani (mudrā), dettagli come le orecchie perforate e l'acconciatura, così come il simbolismo (albero di Bodhi, loto, Dharamchakra, ecc.) sono canonizzati nel loro significato ed esattamente determinati. Statue e rappresentazioni di fabbricazione recente seguono modelli tramandati, nei quali si trova in primo piano soprattutto il simbolismo proprio degli stessi e non l'espressione artistica individuale dell'artista.
Accanto a quest'arte molto tradizionale si svilupparono, non ultimo attraverso il contatto con la cultura occidentale, anche forme espressive moderne. In particolare in paesi come Giappone, Thailandia, Corea del Sud e Bali (Indonesia), nei quali ebbe luogo un intenso scambio con le culture dell'Occidente, gli artisti fanno propri motivi dell'iconografia buddista, unendoli in parte con forme occidentali di espressione artistica e in parte con evoluzioni di stili regionali. In tal modo creano moderne, nuove opere d'arte buddiste. Queste d'altro canto sono quasi sempre arte creata sì con uno sfondo religioso, ma spesso soprattutto decorativa, e non per la pratica religiosa. Nelle raffigurazioni, siano esse scultura o pittura, sono inoltre adottati i tradizionali ritratti di Buddha o meglio dell'iconografia e del linguaggio formale buddista, ad es. note statue dipinte e poste in un nuovo rapporto, più significativo dal punto di vista artistico che religioso. Al contempo, il buddismo si è nuovamente, due millenni dopo il buddismo greco, diffuso in Europa e Occidente.

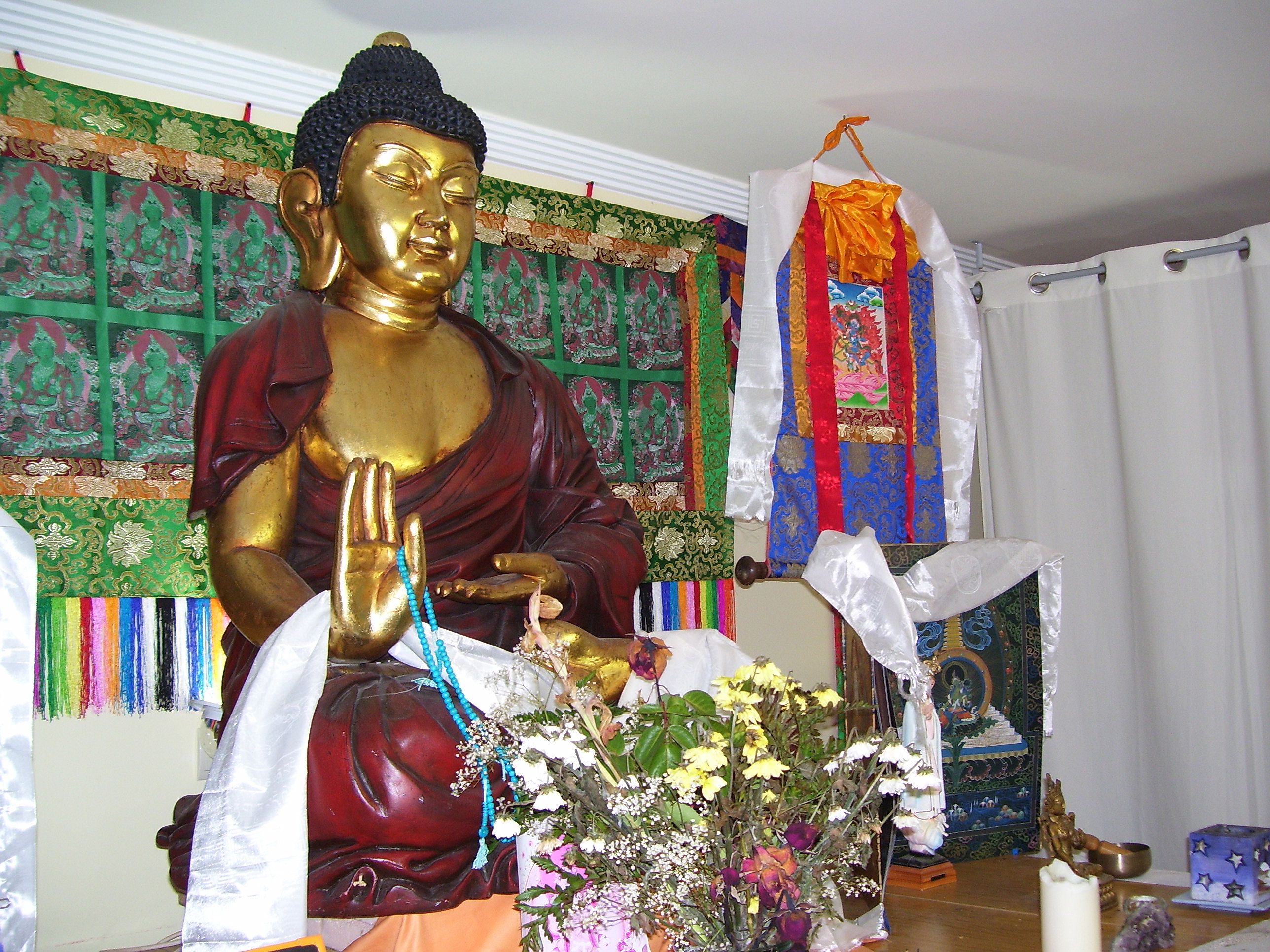
Statua buddista in un tempio delle Asturie (Spagna)

Dall'India il Buddismo era scomparso a partire dal XII secolo, ad eccezione di poche regioni nella zona antistante l'Himalaya. Solo i dominatori coloniali britannici si occuparono in fondo di gran parte dei templi abbandonati, li dissotterrarono e cominciarono i lavori di restauro (tra gli altri Sanchi, Ajanta, Tempio Mahabodhi di Bodhgaya). A metà del XX secolo i seguaci del riformatore B. R. Ambedkar (primo ministro della giustizia dell'India indipendente), che propagandò la conversione al Buddismo come via d'uscita per i Paria, i "senza casta", ripresero le tradizioni ampiamente dimenticate e cominciarono quindi ad utilizzare copie e fotografie dei vecchi ritratti di Buddha come oggetti di pratica religiosa. Statue e dipinti furono donati anche da altri paesi buddisti, soprattutto Giappone, Tibet, Sri Lanka e Thailandia, per arredare i templi buddisti recentemente edificati secondo antichi modelli. La produzione di ritratti fu inoltre ripresa anche nella stessa India. Poiché la "nuova" cultura buddista dell'India è ancora relativamente giovane, non si è ancora sviluppato un canone fisso nell'iconografia. Così stili e segni distintivi consolidati delle antiche tradizioni si mescolano con le forme espressive dai colori spesso molto vivaci dell'arte induista presente ogni giorno nel paese.